# 닐루스

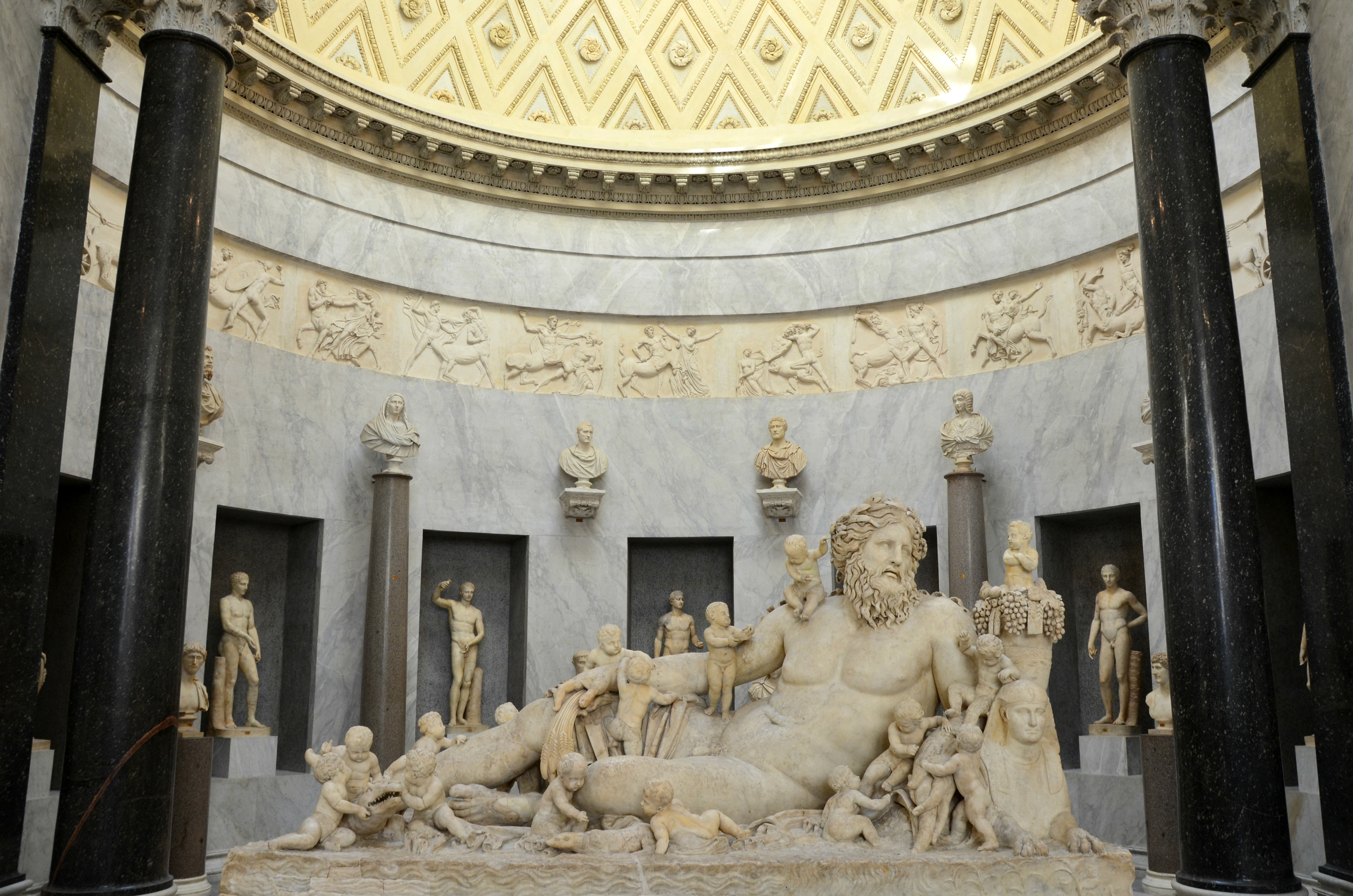

닐루스(Nilus)는 그리스 신화에 나오는 이집트 강의 신이다. 곧 이집트에 흐르는 나일강의 의인화된 신이다. 그리스 신화에서는 대양의 신 오케아노스와 테티스의 아들이며, 안키노에, 멤피스, 헤라클레스(제우스의 아들과 동명이인)의 아버지이다. 안키노에는 이집트의 벨로스 왕과 결혼하여 아이깁토스, 다나오스 형제를 낳았으며, 에티오피아의 왕이 된 케페우스와 페니키아의 왕이 된 아게노르도 그의 아들이라고 한다. 멤피스는 제우스와 이오의 아들인 에파포스와 결혼하였으며, 이집트 고왕국의 수도 멤피스는 그녀의 이름을 딴 것이다. 헤라클레스는 프리지아 성서의 편찬자라고 전한다.

## 같이 보기
- 하피 (이집트 신화)